# ずたぼろ令嬢は姉の元婚約者に溺愛される
『ずたぼろ令嬢は姉の元婚約者に溺愛される』（ずたぼろれいじょうはあねのもとこんやくしゃにできあいされる）は、とびらのによる日本のライトノベル。略称は「ずたぼろ令嬢」。小説投稿サイト「小説家になろう」にて2019年10月23日から2020年7月25日まで連載された。書籍版はMノベルスf（双葉社）より2020年4月から刊行されている。イラストは紫真依。
仲倉千景の作画によるコミカライズが『がうがうモンスター』（双葉社）にて2020年7月24日より連載を開始、2023年12月には掲載サイトが『がうがうモンスター+』へリニューアルされ、2024年には8巻収録分より作画がサクマノマへ変更となった。

## 登場人物
マリー
声 - 本村玲奈
ディルツ王国の貧乏貴族・シャデラン男爵家の次女。両親から虐待を受けており、家事全般を押し付けられているだけではなく父グレゴールの仕事の一部もやらされており、更には両親の機嫌が悪ければ暴力も受けている。
虐待のため自虐的になっている。
死亡したアナスタジアの代役としてキュロスの元へ嫁がされるが、キュロスが最初から自分が目当てだったことには気が付いていない。
キュロス
声 - 濱野大輝
ディルツ王国の大富豪・グラナド公爵家の次期後継者。個人的に伯爵位を持つ。
母の祖国であるイプサンドロス共和国特有の黒髪で色黒の外見だが、イプサンドロスはディルツの貴族からは選民思想により野蛮な地と嫌われており、それが原因で女嫌い、男好きではないかと噂されるほど女性との関係を断っている。しかし公爵の位を継ぐため、やむを得ず結婚相手を探していた。
その結婚相手に丁度いいとして参加したマリーの誕生日パーティの際、外で出会ったマリーと嫌悪感も無くイプサンドロスに理解の有る会話をしたことで惚れるが、姉妹のどちらからも名前を聞かなかったこと、マリーの誕生日であるにもかかわらずマリーが除け者にされアナスタジアが主役になっていたことでマリーとアナスタジアを間違えており、マリーを除け者にして婚活を行うアナスタジアを（実際は両親の指示でアナスタジアの責任ではないが）嫌悪し、マリーを貰うつもりでアナスタジアに求婚する手紙を出した。
その後アナスタジアの事故死によりマリーが死んだと思い込み塞ぎ込んでいたが、マリーが嫁がされて出会ったことで持ち直す。
シャデラン男爵家そのものに対しては、マリーへの扱いから「滅びろ」と愚痴るほど嫌悪している。
アナスタジア
声 - 田中美海
シャデラン男爵家の長女。
妹のマリーとは対照的に両親に愛されている。
実は服を作るのが好きだが、父親から認められておらず捨てられてしまうため、こっそり作っている。婚活が失敗した場合、王都で服屋を経営することを考えていた。
キュロスに嫁ぐ道中で乗っていた馬車が事故を起こして川に流され、遺体が見つからないまま死亡判定を受ける。
しかし実際には生きており、道中で馬車の御者に襲われ、逃げる途中で川に落ちたというのが真実。事故による死亡判定は悪事の露見を防ぐため御者が嘘をついたことによるものである。
その後王都職人街の釦職人スミス・ノーマンに拾われ、目の見えないスミスの誤解を利用して性別を偽ってアーサーと名乗り、スミスの業務を手伝う生活を送っていた。
その途中、キュロスが婚約指輪の修正のためスミスの元を訪れた際、マリーが自分の身代わりとしてキュロスのもとに嫁がされたことを知る。
この時のアナスタジアはキュロスに対する「女嫌い、偏屈、鬼のように使用人に厳しい」という悪評を信じており、マリーが乱暴されることを夢に見るほど心配し、グラナド公爵家に忍び込む。そこでマリーとキュロスに出会い、悪評による誤解は解けた。
ルイフォン
声 - 木村良平
ディルツ王国第三王子であり、王国騎士団長を務める。
キュロスの学友で、心を許せる数少ない友人。
どこか飄々としたところがあり、サプライズを演出するのが好き。
ミオ
声 - 日笠陽子
グラナド伯爵家の侍従頭であり、護衛役も兼ねる。
もともとは孤児だったが、キュロスの母リュー・リューに保護された。
キュロスが幼い頃は面倒を見ていたこともある。
主人に忠誠を誓う一方で、遠慮のないツッコミを入れることも。
孤児で誰にも愛されなかった経験があるため、マリーの心情を最も理解できる人物である。
リュー・リュー
声 - 大原さやか
グラナド公爵夫人であり、キュロスの母親。
イプサンドロス共和国の旅芸人から公爵の側室となった。
現在は正室が死亡しており、悪印象を防ぐため公爵家を出てキュロスたちと暮らしている。
懐が深く気さくで、物事の本質を見抜く力もある。
チュニカ
声 - 相坂優歌
グラナド伯爵家の湯の番。
美容と健康に通じた「美のプロ」で、マッサージや薬効にも詳しい。
陽気で何かと手際がよく、あっという間にマリーをずたぼろな“サナギ”から可憐な“蝶”へと変身させる。
グレゴール
声 - 岩田光央
シャデラン男爵家の当主でありマリーとアナスタジアの父親。
傲慢な性格で、マリーをキュロスの元へ嫁がせるときには面会を断られたにもかかわらず無理に押し入ろうとするなど無礼な面が目立つ。
マリーには仕事を押し付けたり、マリーの誕生日であるにも関わらずそのマリーを除け者にしたりとぞんざいに扱っている。
アナスタジアのことは愛してはいるが、あくまでもシャデラン男爵家が困窮から脱却するための手段としか見ておらず、彼女の趣味である服作りは許しておらず発見次第捨てている。
実は自国以外の言葉を理解できず国外関係の事務処理ができないため、本来当主を務められるほどの能力はないのだが、マリーに国外関係の事務処理を押し付けることで何とか体裁を保っている状態である。マリーに対する扱いは、マリーが他の家に行くことで事務処理が滞る、および事務処理を押し付けていることが知られることを防ぐためのものだった。
死亡したアナスタジアの身代わりにキュロスのもとに嫁がせた際も、本来はすぐに自分のもとに帰らせるつもりだったのだが、マリーへの扱いを把握していたキュロスによりその目論見は破綻していく。
事務処理の押しつけは公文書偽装に当たり、最終的にバレて拘束されることとなった。
エルヴィラ
声 - 園田恵子
シャデラン男爵夫人であり、マリーの母親。
夫のグレゴールとともにマリーを蔑むが、その一方でアナスタジアのことは溺愛している。
夫の公文書偽装には加担していないが、同時に被害者のマリーへの擁護もしなかった。そのため夫が拘束された際自分は拘束はされなかったが擁護もされず、誰もいなくなったシャデラン男爵家に一人取り残される結果となった。

## 既刊一覧

### 小説
3巻以降は電子書籍版のみの発売。
- とびらの（著）・紫真依（イラスト） 『ずたぼろ令嬢は姉の元婚約者に溺愛される』 双葉社〈Mノベルスf〉、既刊9巻（2025年8月8日現在）
  1. 2020年4月15日発売[8]、ISBN 978-4-57524-267-6
  2. 2020年9月15日発売[9]、ISBN 978-4-57524-324-6
  3. 2022年2月10日配信[10]
  4. 2022年8月7日配信[11]
  5. 2023年2月10日配信[12]
  6. 2023年8月10日配信[13]
  7. 2024年5月10日配信[14]
  8. 2025年1月10日配信[15]
  9. 2025年8月8日配信[16]

### 漫画
- とびらの（原作）・仲倉千景（漫画、第1 - 7巻）→サクマノマ（漫画、第8巻以降）・紫真依（キャラクター原案） 『ずたぼろ令嬢は姉の元婚約者に溺愛される』 双葉社〈モンスターコミックスf〉、既刊9巻（2025年6月25日現在）
  1. 2021年1月15日発売[17]、ISBN 978-4-57541-197-3
  2. 2021年7月15日発売[18]、ISBN 978-4-57541-276-5
  3. 2022年1月14日発売[19]、ISBN 978-4-57541-353-3
  4. 2022年7月8日発売[20]、ISBN 978-4-57541-454-7
  5. 2023年2月10日発売[21]、ISBN 978-4-57541-5-667
  6. 2023年8月10日発売[22]、ISBN 978-4-57541-7-043
  7. 2024年4月10日発売[23]、ISBN 978-4-57541-8-583
  8. 2024年12月25日発売[24]、ISBN 978-4-57542-0-449
  9. 2025年6月25日発売[25]、ISBN 978-4-575-42176-7

## テレビアニメ
2025年7月より毎日放送・TBSテレビ『アニメイズム』B1枠ほかにて放送中。

### スタッフ
- 原作 - とびらの[7]、仲倉千景[7]
- キャラクター原案 - 紫真依[7]
- 監督 - 北川隆之[7]
- 副監督 - 砂川正和[7]
- シリーズ構成 - 猪原健太[7]
- キャラクターデザイン - 佐藤秋子[7]
- サブキャラクターデザイン - 菊池陽介[2]
- プロップデザイン - 中島渚、中原竜太、滝澤さくら
- 色彩設計 - 寺分神奈[2]
- 美術監督 - 川崎美和[2]
- 美術設定 - 藤瀬智康[2]、松本秀幸[2]
- 撮影監督 - 町田啓[2]
- 3DCGディレクター - 磯部兼士[2]
- 3DCGテクニカルディレクター - 木村明彦[2]
- 編集 - 丹彩子[2]
- 音響監督 - 亀山俊樹[2]
- 音響効果 - 北方将実[2]
- 音楽 - 夢見クジラ[7]
- 音楽制作 - ハートカンパニー
- 音楽プロデューサー - タノウエマモル
- チーフプロデューサー - 原田大介、前田俊博、萩原良輔、柱山泰佐
- プロデューサー - 吉武真太郎、原田零、松岡晃平、杉浦美沙紀、石井正記、尾﨑穂乃香、中村暢
- アニメーションプロデューサー - 坂上貴彦、渡邉健二
- アニメーション制作 - LandQ studios[7]
- 製作 - 「ずたぼろ令嬢」製作委員会

### 主題歌
「月蝕」
krageによるオープニングテーマ。作詞・作曲・編曲は内澤崇仁。
「マリー」
Myukによるエンディングテーマ。作詞・作曲・編曲はGuiano。

### 各話リスト
| 話数  | サブタイトル                           | 脚本     | 絵コンテ | 演出                         | 作画監督                                                                       | 総作画監督      | 初放送日      |
| ----- | -------------------------------------- | -------- | -------- | ---------------------------- | ------------------------------------------------------------------------------ | --------------- | ------------- |
| 第1話 | お姉様の代わりだなんて絶対無理です     | 猪原健太 | 北川隆之 | 北川隆之                     | 中島渚 吉田和香子                                                              | 佐藤秋子        | 2025年 7月5日 |
| 第2話 | 俺はマリーを娶りたい                   | 猪原健太 | 北川隆之 | 雄谷将仁 北川隆之            | 鎌倉宏也 菊池陽介 藤田亜耶乃 中原竜太                                          | 佐藤秋子        | 7月12日       |
| 第3話 | 夢みていた暮らしと、夢のような暮らし   | 猪原健太 | 砂川正和 | 砂川正和                     | 今田茜 岩崎亮 岩田芳美 吉田和香子 林奈央                                       | 中島渚          | 7月19日       |
| 第4話 | 好きなものと好きなこと、見つかりました | 猪原健太 | 北川隆之 | 八谷賢一                     | 大村将司 林奈央 海野愛恵 杉村友和                                              | 阿部恒 中島渚   | 7月26日       |
| 第5話 | 王子様と漆黒の戦士                     | 猪原健太 | 砂川正和 | 砂川正和                     | 菊池陽介 中島渚 藤田亜耶乃                                                     | 中島渚 佐藤秋子 | 8月2日        |
| 第6話 | わたしはわたしで良いのでしょうか……？   | 猪原健太 | 加藤もえ | きみやしげる                 | つなきあき 鈴木彩乃                                                            | 佐藤秋子        | 8月9日        |
| 第7話 | 近すぎて、目眩がしそうです             | 猪原健太 | 北川隆之 | 八谷賢一 蟹久保朱眞 青柳隆平 | 林奈央 海野愛恵 杉村友和 李慶 劉定福 李品華 馬蘭 馬宝林 陳潔瓊 菊池陽介 中島渚 | 阿部恒          | 8月16日       |

### 放送局
| 放送期間                                                                               | 放送時間                     | 放送局    | 対象地域   | 備考        |
| -------------------------------------------------------------------------------------- | ---------------------------- | --------- | ---------- | ----------- |
| 2025年7月5日 -                                                                         | 土曜 1:53 - 2:23（金曜深夜） | 毎日放送  | 近畿広域圏 | 製作参加    |
|                                                                                        |                              | TBSテレビ | 関東広域圏 |             |
|                                                                                        |                              | CBCテレビ | 中京広域圏 |             |
|                                                                                        | 土曜 2:30 - 3:00（金曜深夜） | BS-TBS    | 日本全域   | BS/BS4K放送 |
| 毎日放送・TBSテレビ・BS-TBSでは『アニメイズム』B1枠、CBCテレビでは『アニメイズム』枠。 |                              |           |            |             |

| 配信開始日   | 配信時間                           | 配信サイト | 備考         |
| ------------ | ---------------------------------- | --- | ------------ |
| 2025年7月5日 | 土曜 2:30（金曜深夜） 更新         | U-NEXT アニメ放題 dアニメストア | 先行配信     |
| 2025年7月8日 | 火曜 2:30（月曜深夜） 以降順次更新 | Prime Video Lemino Premium ひかりTV ひかりTV for docomo SPOOX ABEMA DMM TV J:COM STREAM TELASA milplus FOD AnimeFesta Hulu アニメタイムズ ニコニコ生放送 ニコニコチャンネル TVer MBS動画イズム バンダイチャンネル | 見放題配信   |
|              |                                    | Google TV YouTube HAPPY!動画 | 都度課金配信 |

### BD
| 巻 | 発売日            | 収録話         | 規格品番 |
| -- | ----------------- | -------------- | -------- |
| 上 | 2025年11月7日予定 | 第1話 - 第6話  | HPXN-484 |
| 下 | 2025年12月3日予定 | 第7話 - 第12話 | HPXN-485 |

| 毎日放送・TBSテレビ アニメイズム B1 | 毎日放送・TBSテレビ アニメイズム B1    | 毎日放送・TBSテレビ アニメイズム B1 |
| 前番組                              | 番組名                                 | 次番組                              |
| ----------------------------------- | -------------------------------------- | ----------------------------------- |
| 炎炎ノ消防隊 参ノ章（第1クール）    | ずたぼろ令嬢は姉の元婚約者に溺愛される | SANDA                               |